# Lijst van burgemeesters van Workum
Dit is een lijst van burgemeesters van de voormalige Nederlandse gemeente Workum tot de opheffing in 1984:
| Ambtsperiode | Naam burgemeester                  | Partij of stroming | Bijzonderheden |
| ------------ | ---------------------------------- | ------------------ | -------------- |
| 1816 - 1821  | Robijn Kingma                      |                    |                |
| 1824 - 1826  | Jurjen (J.) Schols                 |                    |                |
| 1827? - 1828 | Sjoerd Jakob Hoekema               |                    |                |
| 1829? - 1852 | C. Troste                          |                    |                |
| 1852 - 1873  | F. Mossel                          |                    |                |
| 1874 - 1881  | T.S. Ybema                         |                    |                |
| 1882 - 1897  | Rintje Jans Visser                 |                    |                |
| 1897 - 1915  | Titus Marius ten Berge             |                    |                |
| 1915 - 1921  | jhr. Joan Quarles van Ufford       |                    |                |
| 1921 - 1930  | A. Wagenaar                        |                    |                |
| 1930 - 1936  | C.E. van Koetsveld                 |                    |                |
| 1936 - 1943  | Walle Melis Oppedijk van Veen      | CHU                |                |
| 1943 - 1945  | C.P. Looijenga                     | NSB                |                |
| 1945 - 1948  | Walle Melis Oppedijk van Veen      | CHU                |                |
| 1948 - 1962  | Jacob Russchen                     | ARP                |                |
| 1962 - 1970  | mr. Bernhard (B.) van Haersma Buma | CHU                |                |
| 1970 - 1978  | Jan (J.J.L.) Pastoor               | CHU                |                |
| 1978         | Jacobus Anker                      |                    | waarnemend     |
| 1978 - 1984  | Bartele Vries                      | CHU / CDA          |                |